# Sylvester Stallone
Sylvester Gardenzio Stallone (közismert becenevén Sly) (New York, 1946. július 6. –) Golden Globe-díjas olasz–francia–zsidó származású amerikai színész, filmrendező, forgatókönyvíró és festő. Legnagyobb sikereit akciófilmekkel, különösen a Rocky és a Rambo-sorozattal érte el, de más műfajokban, például vígjátékokban és filmdrámákban is kipróbálta magát. Az 1980-as és 1990-es évek egyik legmeghatározóbb akciófilmsztárjaként tartják számon Arnold Schwarzenegger, Jean-Claude Van Damme és Bruce Willis mellett, de napjainkban is nagy népszerűségnek örvend. A színésznek három házasságából öt gyermeke született, 1997-ben vette feleségül jelenlegi hitvesét, Jennifer Flavin modellt. Családtagjai közül énekes-színész testvére, Frank Stallone a legismertebb.
Sport, majd drámaművészeti tanulmányai után első komolyabb szerepét 1974-ben A Lordok Bandája című filmben kapta. 1976-ban eljátszotta az általa írt Rocky címszerepét és ezzel egy csapásra ünnepelt sztár lett. 1982-ben forgatta a híres Rambo-sorozat első darabját, közben az Életben maradni című film rendezésével kirándulást tett a zenés műfajban is. A kilencvenes években akciófilmek és vígjátékok egész sorában alakított főszerepet: Oscar (1991), Állj, vagy lő a mamám! (1992), Cliffhanger – Függő játszma (1993), A pusztító (1993), A specialista (1994), Dredd bíró (1995), Bérgyilkosok (1995).
A 2000-es évek első évtizedeiben bemutatott, fontosabb filmjei közé tartozik a Rocky Balboa (2006), a John Rambo (2008), illetve a 2010-es The Expendables – A feláldozhatók, annak 2012-es folytatása, The Expendables – A feláldozhatók 2., valamint a 2014-ben megjelent harmadik rész, a The Expendables – A feláldozhatók 3.. 2015-ben került a mozikba a legújabb Rocky film, a Creed: Apollo fia alakításáért Stallone több díjat és jelölést kapott, köztük egy Golden Globe-díjat és egy Oscar-jelölést.
2023-ban Sly címmel mutattak be dokumentumfilmet az életéről.

## Életrajz
Sylvester Stallone Manhattanben, New Yorkban született, a Hell’s Kitchen városnegyedben. Édesanyja Jacqueline „Jackie” Stallone (sz. Labofish) csillagjós, táncosnő, apja Frank Stallone fodrász, aki Olaszországból, Gioia del Colle városából emigrált. Stallone születésekor az orvos fogót használt, ezzel megsértve egy ideget, ebből adódóan a csecsemő arcának bal oldala részlegesen lebénult. Ez eredményezte ajkának jellegzetes állását és későbbi nehezen érthető beszédét, amely miatt gyerektársai sokat csúfolták. Állapota és családja rossz anyagi helyzete mellett sorsát tovább nehezítette, hogy szüleinek házassága felbomlóban volt, Stallone gyermekkorának egy részét nevelőotthonokban töltötte. Amikor 1957-ben szülei elváltak, a tizenegy éves fiú szigorú apjánál maradt.
15 éves korában Stallone Philadelphiába költözött édesanyjához és annak új férjéhez. A korábbi években felgyülemlett agresszióját, melyet társai piszkálódásai és az egyedüllét váltott ki belőle, sportolással igyekezett levezetni; ekkoriban kezdett el súlyt emelni, vívni és diszkoszt vetni, de tagja lett a Deveraux középiskola futballcsapatának is. Az 1960-as években sportösztöndíjjal a leysini American College of Switzerland hallgatója volt, itt ismerkedett meg a színészkedéssel. Hazatérése után az University of Miamin drámát kezdett tanulni, azonban a diploma megszerzése előtt úgy döntött, félbehagyja tanulmányait és New Yorkba költözik, hogy megvalósítsa álmát és színész lehessen.

## Filmes karrier

### A '70-es évek: Kezdeti filmes próbálkozások és a nagy áttörés – Rocky

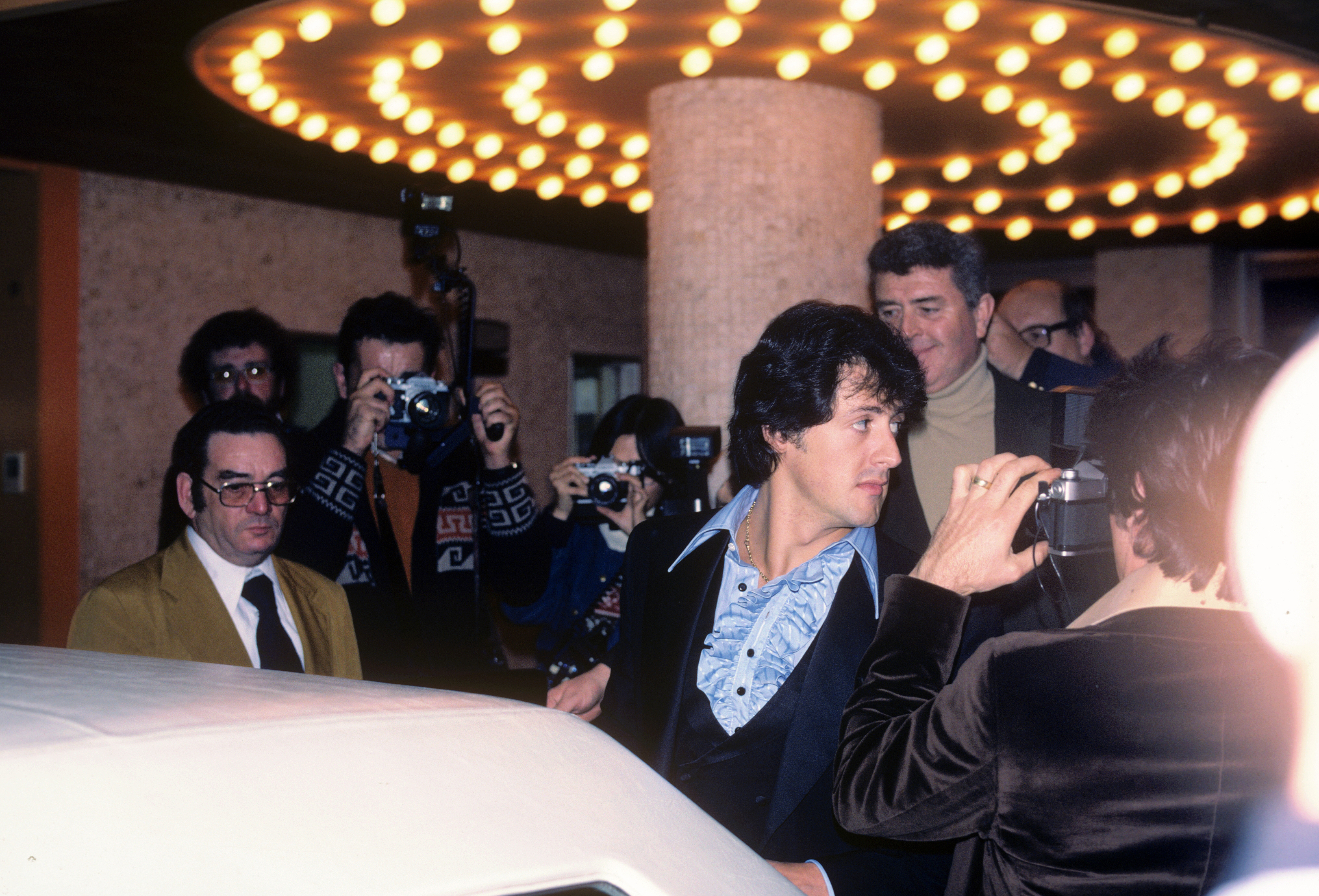
Stallone az Ö.K.Ö.L. című film premierje után, 1978

Stallone számos meghallgatáson vett részt, de csupán alkalmi színpadi szerepeket kapott, így kénytelen volt első filmes alakítását a The Party at Kitty and Stud's (később Italian Stallion) címen futó 1970-es pornófilmben nyújtani. Ugyanebben az évben a Stallone – A lázadó című filmdrámában szerepelt. Legtöbb korai filmjében csupán statisztaként tűnik fel, például Woody Allen Banánköztársaság (1971) című vígjátékában bűnözőt alakít, a Klute című krimiben (1974) pedig egy táncoló férfit. Stallone részt vett A Keresztapa című film szereplőválogatásán, de elutasították. Első filmfőszerepét A Lordok Bandája című filmben játszotta, 1974-ben, amelynek forgatókönyvét is ő jegyzi, ezzel mérsékeltebb sikert ért el. 1975-ben még olyan filmekben kapott kisebb szerepeket, mint A második utca foglyai, amelyben Jack Lemmon mellett tűnik fel néhány pillanatra, a Capone című kis költségvetésű maffiafilm, a Kedvesem, Isten veled! vagy az azóta klasszikussá vált Halálos futam 2000. Ugyanabban az évben szerepel a Kojak című krimisorozat egyik epizódjában is. Egy nyomozót alakít, aki egy késes gyilkos üldözése közben tévedésből lelő egy 10 éves fiút. 1975-ben a rossz zsarut játszotta a Kojak 3. évad 3-adik, az "A Testvérem az ellenségem" című részében.
1976-ban Stallone a Flúgos futam egy kisebb szerepével indított, majd pályafutásában bekövetkezett a fordulópont, ugyanis Irwin Winkler és Robert Chartoff producernek megtetszett Stallone egyik forgatókönyve, mely egy philadelphiai bokszoló életéről szólt, és jelentősebb pénzösszeg fejében hajlandóak voltak megvenni azt. Stallone-nak mindössze egy kikötése volt: ő akarta eljátszani a film főszerepét. Szinte mindenki próbálta lebeszélni erről, még a saját édesanyja is, de Stallone hajthatatlan volt, mert tudta ez élete legnagyobb lehetősége. Végül sikerült meggyőznie a producereket és ő formálhatta meg a bokszoló Rocky Balboa alakját. Az 1976-ban bemutatott Rocky című film váratlan siker lett az egész világon; bevételi rekordokat döntött, tíz Oscar-jelölést kapott, ebből hármat nyert el (legjobb film, legjobb rendező, legjobb vágás). és Sylvester Stallone egy csapásra az A-listás hírességek között találta magát. A film alapötletét egy hírhedt Muhammad Ali–Chuck Wepner mérkőzés ihlette, a forgatókönyv csupán három nap alatt készült el, a költségvetés szokatlanul alacsony, egymillió dollár volt.
A következő filmes szerep 1978-ban jött el Stallone számára, egy magyar származású kamionsofőrt alakított az Ö.K.Ö.L. című filmben, majd az Édenkert a sikátorban című filmben először próbálta ki magát rendezőként. Három évvel a nagy sikerű Rocky után Stallone elkészítette a film folytatását, amelynek ismételten ő írta a forgatókönyvét, és a rendezést is ő vállalta. A Rocky II. sikeresnek bizonyult, a bevételeket tekintve túlszárnyalta az első részt, és tovább növelte Sylvester Stallone filmes hírnevét.

### A '80-as évek: Rambo és újabb akciófilmes szerepek

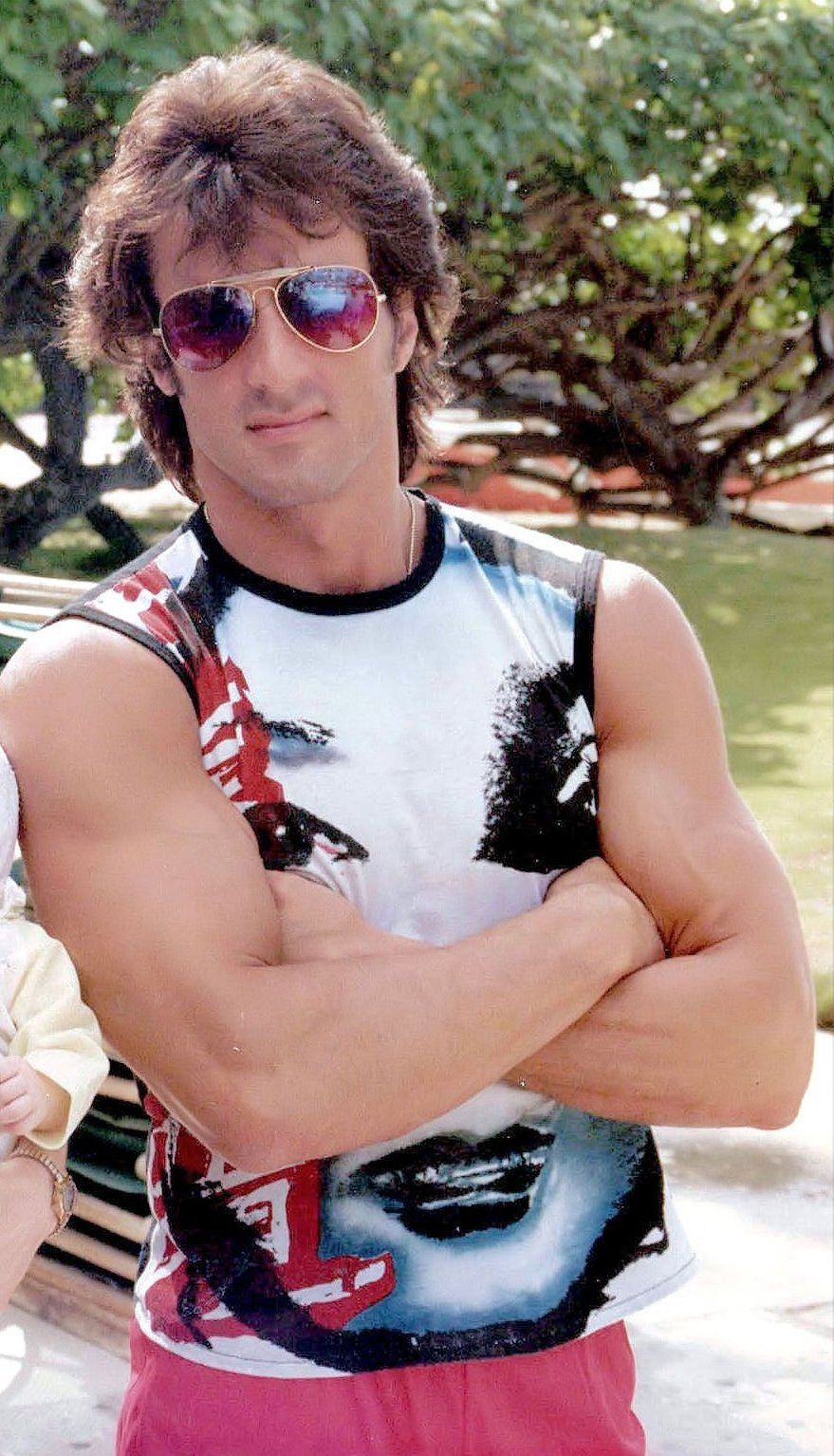
1984-ban

Az 1980-as évek elején Michael Caine és Pelé oldalán szerepelt a Menekülés a győzelembe (Escape to Victory, 1981) című filmben, amelyben második világháborús hadifoglyot alakít, akinek részt kell vennie egy nácik által rendezett, propagandacélokat szolgáló futballmeccsen. Sly ezután – szintén 1981-ben – a Fantom az éjszakában (Nighthawks) című krimiben tűnt fel, mint New York-i rendőr, aki macska-egér játékot űz egy külföldi terroristával (ellenfelét Rutger Hauer alakítja).
Stallone másik nagy filmes sikerét John J. Rambo, egy vietnámi veterán megformálásával érte el, a Rambo – Első vér (First Blood) című 1982-es filmben. A későbbi Rambo-sorozat első része kritikai és jegyeladási szempontból is kedvező fogadtatásban részesült, és megjelenése óta kultuszfilmnek számít, a Stallone által megformált főhős, John J. Rambo pedig Rocky Balboához hasonlóan közismert filmes ikonná vált. A kritikusok magasztalták Stallone alakítását, és méltányolták a karakter emberi mivoltának kihangsúlyozását, amely szerintük az eredeti regényből és a későbbi filmekből is hiányzott. Az eredeti filmet a nyolcvanas évek folyamán még két folytatás követte; a Rambo II. (1985) és a Rambo III. (1988). Ezek pénzügyi értelemben véve szintén sikeresek voltak, kritikai szempontból már kevésbé. Stallone eközben folytatta a Rocky-sorozatot, és megrendezte a Rocky III.-at (1982), majd 1985-ben a Rocky IV.-et (amely az ellenfelét, Ivan Dragót alakító Dolph Lundgren számára a filmes áttörést jelentette).
Emellett, hogy ne kategorizálják be a „tipikus nehézfiú” szerepbe, Sly más műfajokban is kipróbálta magát, például egy vígjátékban, az Énekes izompacsirtában (Rhinestone, 1984), vagy a Túl a csúcson (Over the Top, 1987) című filmdrámában, melyben kamionsofőrt alakít, aki egy rangos szkander-bajnokságra készül, és eközben rég elhagyott fiával is rendeznie kell kapcsolatát. Azonban ezen filmek egyike sem aratott elsöprő sikert sem a közönség, sem a kritikusok körében. A bosszú börtönében (Lock Up) című 1989-es filmben ártatlanul elítélt férfit játszik, aki olyan fegyházba kerül, ahol a börtönigazgató (Donald Sutherland) egy régi sérelem miatt akar bosszút állni rajta.
Az olyan akciófilmjei, mint a Kobra (Cobra, 1986) és a Tango és Cash (Tango & Cash, 1989) viszont folytatták a sikersorozatot és a színésznek segítettek újból felkeltenie korábbi rajongói figyelmét. 1983-ban Stallone megírta a korábbi sikerfilm, a Szombat esti láz folytatását, Életben maradni (Stayin' Alive) címmel, amelyet rendezőként is jegyez.

### 1990–2002: Sikerfilmek, majd hanyatlás

Brigitte Nielsennel és a Reagan házaspárral a Fehér Házban, 1985

Az 1990-es évek elején Stallone elkészítette a Rocky ötödik részét, melyet akkoriban a Rocky-sorozat utolsó részének szánt. A film azonban nem váltotta be a hozzáfűzött reményeket; bevétel szempontjából kudarcot vallott, valamint a rajongóknak sem tetszett, mert szerintük a film nem volt méltó befejezése a sorozatnak.
A kudarc után Stallone visszatért a komédiázáshoz és két vígjátékban vállalt főszerepet: az Oscar (1991) című filmben egy gengszterfőnököt formál meg, aki látszólag megpróbál jó útra térni. Az Állj, vagy lő a mamám! (Stop! Or My Mom Will Shoot, 1992) című vígjátékban pedig egy nyomozót alakít, akinek a váratlanul hozzá költöző anyja forgatja fel az életét. Ezek a filmek azonban nem arattak sikert, sem a kritikusok, sem pedig a közönség körében és bevételi szempontból is óriási bukásnak számítottak. Stallone ezután visszatért az akciófilmes műfajba és 1993-ban sikert aratott a Cliffhanger – Függő játszma (Cliffhanger) című filmmel, amelyet társforgatókönyv-íróként is jegyzett és amely világszerte 255 millió dolláros bevételt hozott. Még ebben az évben bemutatták a futurisztikus környezetben játszódó A pusztító (Demolition Man) című filmet, melyben ellenfelét Wesley Snipes játszotta, filmbéli társa pedig az akkoriban híressé váló Sandra Bullock volt. 1994-ben következett A specialista (The Specialist) című akciófilm, amelyben Sly egy robbanásszakértőt alakít, partnere Sharon Stone. Ezek a két utóbbi film szintén kedvező fogadtatásra lelt; A pusztító 159, míg A specialista több mint 170 millió dolláros bevételt hozott világszerte.
1995-ben Stallone eljátszotta a címszerepet a Dredd bíró (Judge Dredd) című képregényfilmben, amely a közönség és a kritikusok körében nem aratott osztatlan sikert, ennek ellenére az Államokon kívül magas bevételt hozott. A szintén ebben az évben készített Bérgyilkosok (Assassins) című krimi-thriller már kedvezőbb fogadtatásban részesült. 1996-ban a Daylight – Alagút a halálba (Daylight) című katasztrófafilmben szerepelt.
Sly-nak nem sikerült újra megismételnie a Rocky sikerét, azonban az 1997-es Cop Land című bűnügyi drámában nyújtott alakítását elismerték a kritikusok – habár a film jegyeladási szempontból sikertelen volt – és az 1997-es Stockholmi Filmfesztiválon megkapta a legjobb színésznek járó díjat (Érdekesség, hogy a színész a szerep kedvéért mintegy 14 kilogramm súlyfelesleget szedett magára). Stallone 1999-ben a hangját kölcsönözte a Z, a hangya (Antz) című komputeranimációs filmben.
2000-ben a színész a Get Carter főszerepét kapta meg, amely azonban nem váltotta be a hozzáfűzött reményeket, akárcsak az egy évvel később készült Felpörgetve (Driven, 2001), melyben Stallone egy veterán autóversenyzőt alakít. 2002-ben Stallone új műfajban próbálta ki magát: a Késő bosszú (Avenging Angelo) című romantikus vígjátékban egy maffiafőnök (Anthony Quinn) testőrét formálja meg. A film ismét csalódást keltett a szakma körein belül és a nagyközönség is mérsékelt fogadtatásban részesítette. A szintén 2002-ben készült D-Tox-ben, Stallone egy szanatóriumba került rendőrt alakít, ahol azonban egy rejtélyes sorozatgyilkos kezdi el mészárolni a betegeket. A film óriásit bukott és Stallone alakítását is igen éles kritikák érték.

### 2003 után: A visszatérés – Rocky Balboa és John Rambo
2003-ban Stallone elvállalta a Kémkölykök-trilógia harmadik részének negatív főszerepét, a Kémkölykök 3-D – Game Over (Spy Kids 3-D: Game Over) című filmben, amely nagyrészt a gyerekeknek köszönhetően kasszasiker lett, viszont a kritikusok a földig sújtották. Még ebben az évben feltűnt a Taxi 3 című francia vígjátékban egy rövid jelenet erejéig. Több rossz kritikát kapott és a pénzügyileg is sikertelen alakításai után Stallone A nagy trükk (Shade) című 2003-as krimiben volt látható, mint mellékszereplő. Egy rutinos pókerzsenit játszott el, azonban a film jegyeladási szempontból megbukott, de ezúttal a kritikusok dicsérettel illették az alkotást. A színész 2005-ben egy reality-show, a Box akadémia (The Contender) házigazdája lett; a műsor lényege, hogy a tizenhat kiválasztott fiatal bokszoló, akik valamilyen okból megrekedtek pályafutásuk elején, bebizonyíthassák a nagyvilágnak, hogy igenis a legjobbak között a helyük. A műsorvezetésben Stallone-nak segítőtársa is akadt, a volt profi ökölvívó-világbajnok, Sugar Ray Leonard személyében, de olyan világsztárok is megfordulnak a műsorban, mint Mr. T, Chuck Norris vagy Mel Gibson. Sly még ebben az évben a Las Vegas című televíziós sorozatban is vendégszerepelt.

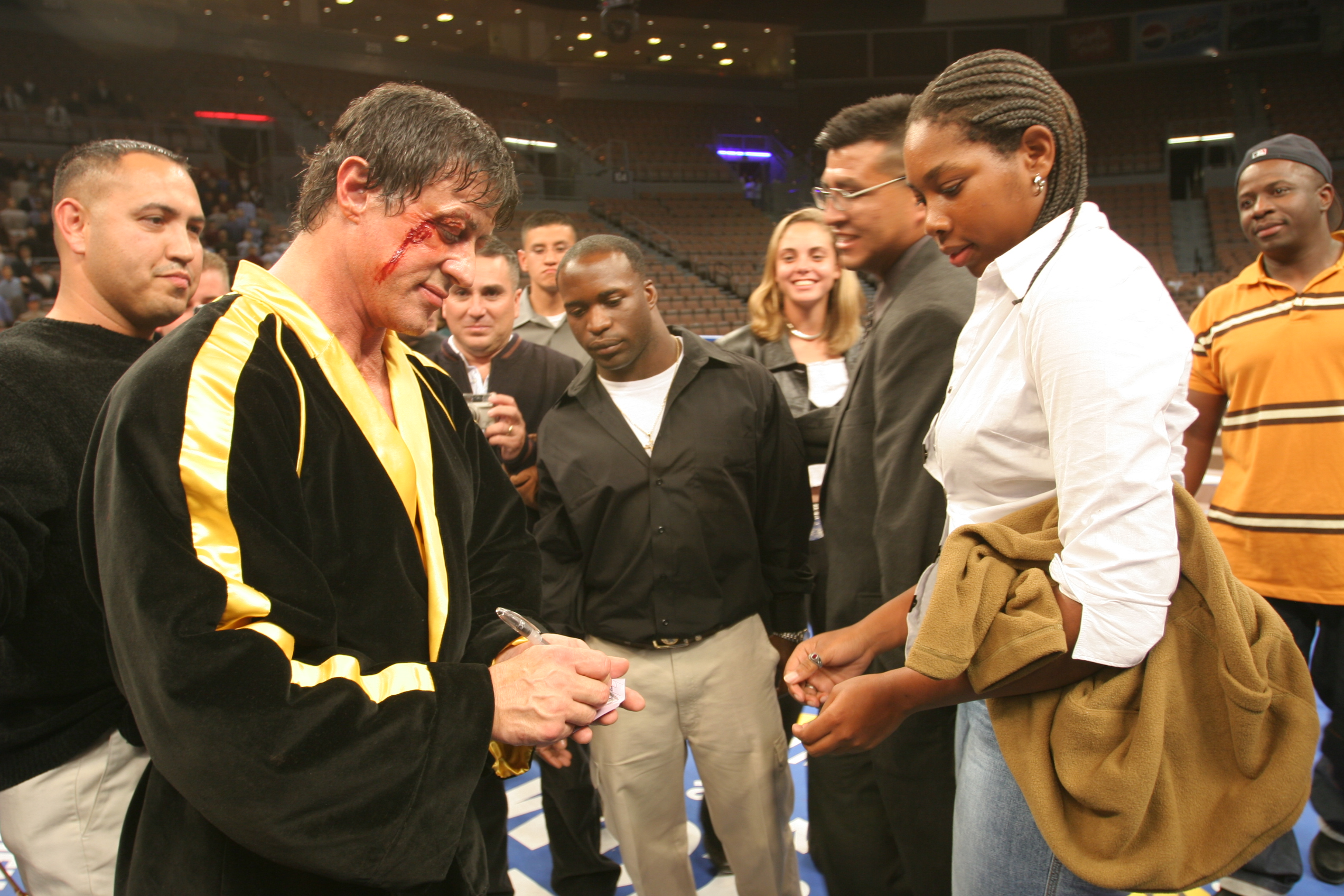
Sly autogramosztás közben (2006)

Utolsó filmes szereplése után három évvel Stallone a Rocky-sorozat hatodik, egyben befejező részével tért vissza; a Rocky Balboa című film a közönség és a kritikusok tetszését is elnyerte, szinte csak pozitív reakciókat kapott (a film világszerte összesen több mint 155 millió dolláros bevételt termelt). A mozit rendezőként és forgatókönyvíróként is jegyezte és megint a híres bokszolót alakítja, aki felett már eljárt az idő – egy kis étterem tulajdonosaként ritkán jut eszébe a régi dicsőség, ám amikor újra lehetősége nyílik rá, elhatározza, hogy megmutatja a világnak: még mindig képes a lehetetlenre. A Rocky V. bukása után Stallone úgy döntött, készít egy befejező részt a sorozathoz, mellyel méltó módon kívánta lezárni a történetet.
Stallone John Rambo alakját is újra be akarta dobni a köztudatba, ezért 2008-ban elkészítette másik sikeres sorozatának, a Rambónak a negyedik részét. A film John Rambo (Rambo) címmel került a mozikba és főként kedvező kritikákat kapott. Stallone ezen filmjét is saját maga rendezte és Burmába kalauzolta el a nézőket, ahol Rambo emberi jogi aktivistákat védelmez a helyi szadista katonáktól.

### 2010-től napjainkig
The Expendables – A feláldozhatók című 2010-ben bemutatott akciófilmben Stallone olyan színészekkel együtt szerepel, mint Jason Statham, Mickey Rourke, Dolph Lundgren vagy Jet Li, de egy-egy cameoszerep erejéig Arnold Schwarzenegger és Bruce Willis is feltűnik. A filmet Sly színészi alakítása mellett íróként és rendezőként is jegyzi.

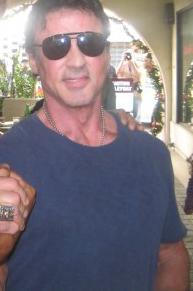
Egy 2008-as felvételen

Érdemes megemlíteni, hogy a két akciófilmes sztár, Schwarzenegger és Stallone ebben a filmben szerepel először együtt; a színészek sokáig riválisoknak számítottak, de régóta barátok és a Planet Hollywood nevű éttermet is együtt alapították. Ennek ellenére filmjeikben gyakran megemlítik egymást, néha ironikus módon; az Ikrek című filmben a Schwarzenegger által alakított szereplő az utcán sétálva meglátja a Rambo III. plakátját, végigméri Stallone, majd a saját bicepszét, ezután fölényesen legyint. A pusztító című filmben utalás történik az „Arnold Schwarzenegger elnöki könyvtárra”, míg Az utolsó akcióhősben egy filmes poszteren rendhagyó módon Stallone alakítja a Terminátor szerepét.
A feláldozhatók második részét, amelyet a rajongók részéről óriási várakozás övezett, 2012. augusztus 30-án mutatták be. Jet Li csak az elején, Mickey Rourke pedig egyáltalán nem szerepel a filmben, viszont feltűnik Jean-Claude Van Damme, Chuck Norris és nagyobb szerepekben Bruce Willis, illetve Arnold Schwarzenegger.
Stallone 2012-ben, illetve 2013-ban két további akciófilmben kapott szerepet, a 2012-es Fejlövés-ben és a 2013-as Szupercellában, utóbbiban Arnold Schwarzenegger oldalán. 2014-ben jelent meg a The Expendables – A feláldozhatók 3., melyben új szereplőként többek között Wesley Snipes, Antonio Banderas, Mel Gibson és Harrison Ford is látható. 2015-ben Stallone ismét Rocky Balboa bőrébe bújt a Creed: Apollo fia című filmben, a Ryan Coogler által rendezett Rocky-folytatás kritikai sikert aratott; Stallonénak a szerep több egyéb díj és jelölés mellett egy Golden Globe-díjat és egy harmadik Oscar-jelölést hozott.

### Egyéb tevékenységek
Stallone 1978-ban debütált rendezőként az Édenkert a sikátorban című filmben, amelyben forgatókönyvírói és színészi szerepet is betöltött. Ezen felül ő rendezte az Életben maradni című filmet, valamint a Rocky második, harmadik és negyedik részét, a Rocky Balboát, illetve a Rambo negyedik részét is.
A Rocky-filmek szkriptjének megírása mellett Sly forgatókönyvíróként a Kobra, a Felpörgetve és a John Rambo című filmet is jegyzi. Számos filmben működött közre társíróként, így az Ö.K.Ö.L., az Énekes izompacsirta, a Túl a csúcson című filmekben és a Rambo első három részében.
2005 augusztusában jelent meg első könyve, Sly Moves címmel, melyben Stallone különféle edzésterveket és táplálkozási tanácsokat ad az olvasóknak. Stallone a Los Angelesben található Planet Hollywood nevű étteremlánc résztulajdonosa, társai Bruce Willis és Arnold Schwarzenegger.
Stallone festőként is kipróbálta magát, 2013-ban festményeiből (többnyire önarcképekből) kiállítás is nyílt Szentpétervárott.

## Válogatott filmográfia
- Stallone – A lázadó (1973)
- A Lordok Bandája (1974)
- Capone (1975)
- Halálos futam 2000 (1975)
- Flúgos futam (1976)
- Rocky (1976)
- Ö.K.Ö.L. (1978)
- Édenkert a sikátorban (1978)
- Rocky II. (1979)
- Fantom az éjszakában (1981)
- Menekülés a győzelembe (1981)
- Rocky III. (1982)
- Rambo – Első vér (1982)
- Életben maradni (1983)
- Énekes izompacsirta (1984)
- Rambo II. (1985)
- Rocky IV. (1985)
- Kobra (1986)
- Túl a csúcson (1987)
- Rambo III. (1988)
- A bosszú börtönében (1989)
- Tango és Cash (1989)
- Rocky V. (1990)
- Oscar (1991)
- Állj, vagy lő a mamám! (1992)
- Cliffhanger – Függő játszma (1993)
- A pusztító (1993)
- A specialista (1994)
- Dredd bíró (1995)
- Bérgyilkosok (1995)
- Daylight – Alagút a halálba (1996)
- Cop Land (1997)
- Z, a hangya (1998)
- Get Carter (2000)
- Felpörgetve (2001)
- D-Tox (2002)
- Késő bosszú (2002)
- Taxi 3. (2003)
- A nagy trükk (2003)
- Kémkölykök 3-D – Game Over (2003)
- Rocky Balboa (2006)
- John Rambo (2008)
- The Expendables – A feláldozhatók (2010)
- A gondozoo (2011)
- The Expendables – A feláldozhatók 2. (2012)
- Fejlövés (2012)
- Szupercella (2013)
- A kiütés (2013)
- The Expendables – A feláldozhatók 3. (2014)
- Érj el! (2014)
- Creed: Apollo fia (2015)
- Ratchet és Clank: A galaxis védelmezői (2016)
- A galaxis őrzői vol. 2. (2017)
- Állati jó kekszek (2017)
- Szupercella 2. – Hades (2018)
- Creed II. (2018)
- Visszafejtés (2018)
- Szupercella 3. – Az ördögverem (2019)
- Rambo V. – Utolsó vér (2019)
- The Suicide Squad – Az öngyilkos osztag (2021)
- Szamaritánus (2022)
- A galaxis őrzői: 3. rész (2023)
- The Expendables – A feláldozhatók 4. (2023)

## Fontosabb díjak, jelölések
Oscar-díj

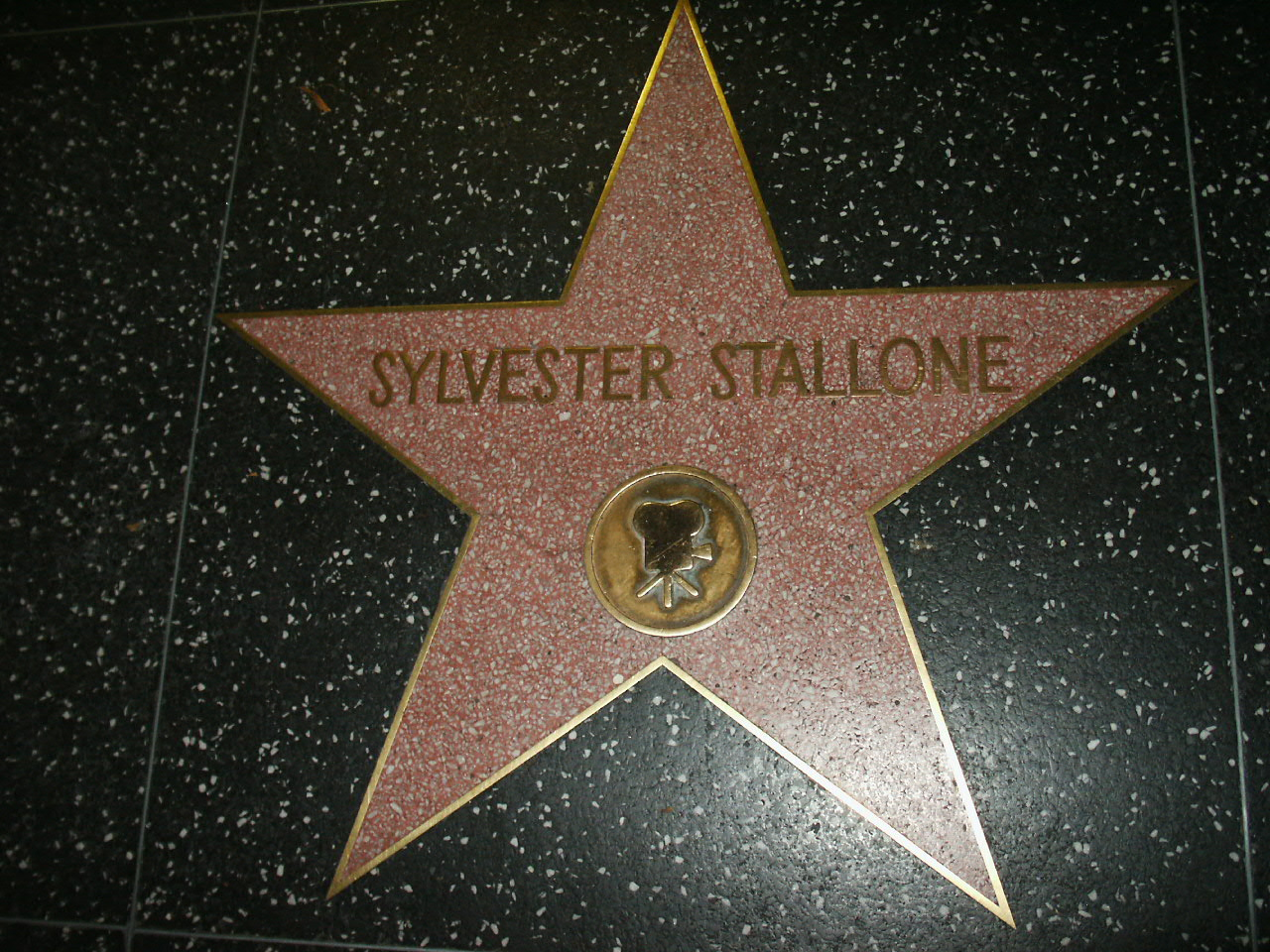
Stallone csillaga 1983 óta látható a Hollywoodi hírességek sétányán

- 1977 jelölés: legjobb férfi főszereplő (Rocky)
- 1977 jelölés: legjobb eredeti forgatókönyv (Rocky)
- 2015 jelölés: legjobb férfi mellékszereplő (Creed: Apollo fia)

BAFTA-díj
- 1978 jelölés: legjobb férfi főszereplő (Rocky)
- 1978 jelölés: legjobb eredeti forgatókönyv (Rocky)

Golden Globe-díj
- 1977 jelölés: legjobb férfi főszereplő (filmdráma) (Rocky)
- 1977 jelölés: legjobb forgatókönyv (Rocky)
- 2016 díj: legjobb férfi mellékszereplő(Creed: Apollo fia)

César-díj
- 1992 díj: Tiszteletbeli César

David di Donatello-díj
- 1977 díj: legjobb külföldi színész (Rocky)

Stallonét 1984 és 2003 között összesen harminc alkalommal jelölték a legrosszabb alakítást nyújtó színészeknek járó Arany Málna díjra, ebből tíz alkalommal meg is „nyerte” azt (1984 és 1992 között sorozatban kilenc alkalommal jelölték). Sly a díj történetében ezzel csúcstartónak számít a férfi színészek körében. 2000-ben rendhagyó, az évszázad legrosszabb színészének járó díjat vehetett át, „95%-ban mindenért, amit addig alkotott”. A Creed: Apollo fia című filmben nyújtott, kritikailag elismert alakításáért azonban a 36. díjkiosztón megkapta az Arany Málna-megváltó díjat.

## Magánélete

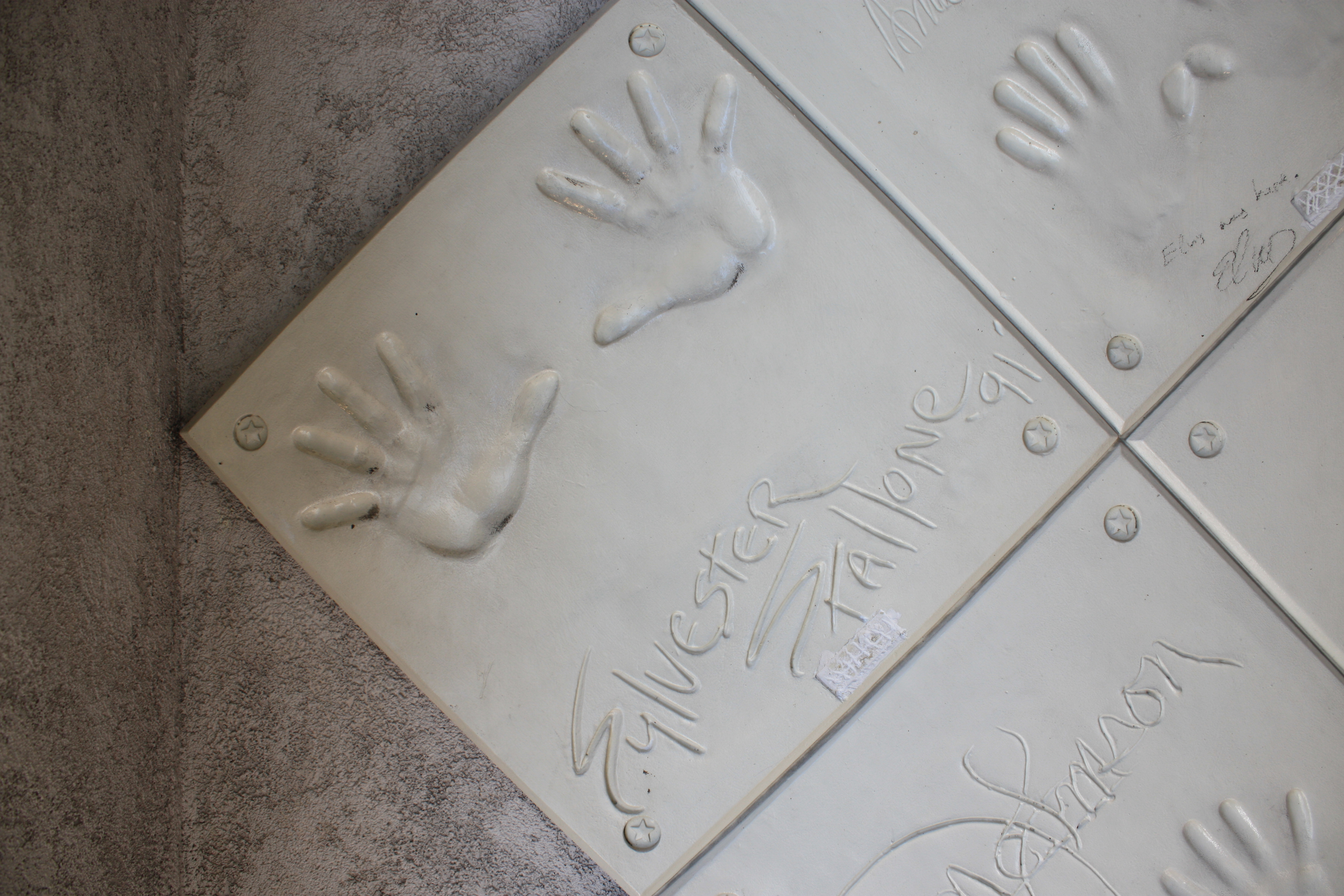
Stallone kézlenyomata

Családjának híres tagja még öccse, a színész-énekes Frank Stallone, valamint édesanyja, Jacqueline (Jackie) Stallone, aki csillagjósként vált híressé, de 2005-ben például vendégszerepelt a Big Brother valóságshow brit változatában. Sly bullmasztiff fajtájú kutyája, Butkus a Rocky első két részében volt látható.
Stallone 1974-ben házasodott össze első feleségével, Sasha Czackkal, két fiuk született, Sage Stallone (1976–2012) és Seargeoh (1979), akinél autizmust diagnosztizáltak. A házaspár 1985-ben elvált, Sly ezután nagy nőfalónak mutatkozott, és a pletykalapok kedvelt témája lett, főleg attól kezdve, hogy válása után egy évvel feleségül vette Brigitte Nielsen modellt. A viharos frigy alig két évig tartott és szintén válással végződött. Stallone 1997 májusában Angliában feleségül vette Jennifer Flavin modellt, akinek tőle három lánya született. Elsőszülöttjük, Sophia Rose születési rendellenességgel, lyukkal a szívén (kamrai sövényhiány) látta meg a napvilágot, később azonban sikeres operáción esett át. 1998-ban megszületett második gyermekük, Sistine Rose, 2002-ben pedig Scarlet Rose.
A színész egyik kedvenc időtöltése a festegetés, másik szenvedélye pedig a testépítés, amelyet még hatvanon túl is napi rendszerességgel űz, egy Santa Monica-i edzőteremben. Néhány évvel ezelőtt a színészt azzal vádolták, hogy nem természetes úton növeli izmait. Bulvárlapokban visszatérő témának számít az a feltevés, mely szerint Stallone számos botoxos arckezelésen esett át, de ezt hivatalos források nem erősítették meg.